# Trollkyrka
Trollkyrka är en bergknalle som ligger centralt i Tivedens nationalpark. 

## Historia
Trollkyrkoberget användes under 1800-talet av en tidig frikyrkorörelse för att kunna hålla möten i hemlighet, eftersom rörelsen var bannlyst av Svenska kyrkan.
När folklivsforskaren B. Gösta Carlshult dokumenterade folktraditionerna i Tiveden, 1940, så fann han ett "urgammalt folkligt kväde" som beskrev vad som ägde rum fordom vid berget. Möjligen kan dikten tolkas som att berget använts som en blotplats, ett harg, av kvarlevande hedningarna i Tiveden. Berättelsen förtäljer att den som upptäckte blotet tystades, antingen i ett hål i skogen, eller genom att bli insvuren i sällskapet. Sådana riter skulle nämligen ha betraktats som häxkonst på vilket det var dödsstraff. 
Det som talar för att det är en autentisk tradition är att den som skrev dikten tycks ha varit insatt i hur ett hedniskt blot skulle utföras, och att tillgången till isländska texter bör ha varit begränsad bland Tivedens bönder (under förutsättning att dikten skrivits av en bonde från Tiveden). Dessutom nämner dikten sådant som inte finns i medeltida texter, dvs att man tände med nio slags ved och att prelatus åkallade andarna efter att blodet stänkts och man ätit av offret. Eftersom inga bevarade källor beskriver ett sådant förfarande kan det dock heller inte användas för att bevisa autenticitet.
Kärken smyger på slingrande stig
helst osedd till Trollebergen.
Mässa skall hållas i dagarna tre,
det varde början på helgen.
Kolten är sid, så den nåder vid marken,
håsorna äro i topparna vassa,
hättan dras ned, så hålen för ögonen passa.
Alla är lika förutom på längda,
prelatus han räknar på mängda.
Lösen den gives i lågmälder ton,
prelatus han bjuder tre stötar i horn.
Elden den "köllas" av nio slags ved,
det är gammal sed.
Offer till andarna skänkes,
med blodet sig allom bestänkes.
Det bästa till andar föräras,
det som blir över skall av männerna täras.
Uti midnattens timma
då sjärnor beglimma,
prelatus han tystnaden bjuder
och männerna alla det lyder.
De falla till markone ner,
prelatus han bistert mot rymderna ser.
Och svärjan och formlar i dälderna skallar
prelatus han kallar på andar.
Allom de fick på sitt spörje ett svar,
ingen av androm fick då höra varom det var.
Platser kallade Trollkyrka finns även på andra platser i Sverige. En sådan är en stenformation belägen mitt i skogen norr om Norrhassel i Attmars socken i Medelpad.